# R-37
R-37 – wersja rozwojowa radzieckiego najbardziej zaawansowanego technologicznie pocisku rakietowego przeznaczony do zwalczania celów powietrznych na dystansach do 300 km. Naprowadzany półaktywnym lub aktywnym systemem radiolokacyjnym korygowanym bezwładnościowym systemem nawigacyjnym INS. Pocisk zaprojektowano przede wszystkim do przenoszenia przez myśliwiec przechwytujący MiG-31M/BM.
W nomenklaturze NATO pocisk nosi oznaczenie AA-X-13 Arrow (ang. strzała). Pocisk R-37 ma podobne przeznaczenie jak amerykańskiego AIM-54 Phoenix, ale znacznie większy zasięg.

## Historia
Decyzją rządu radzieckiego z dnia 8 kwietnia 1983 roku rozpoczęto prace rozwojowe nad unowocześnioną wersją pocisku R-33 oznaczoną jako K-37 przeznaczoną dla samolotów MiG-31M. Projekt pocisku opracowano w zakładach GosMBK "Wympieł" (ГосМКБ «Вымпел»), przebudowując go w celu poprawienia parametrów względem wersji bazowej, oraz projektując nowy aktywny radiolokacyjny system naprowadzający. Pocisk jest naprowadzany na cel przy pomocy bezwładnościowego systemu nawigacyjnego (INS) z korekcją radiową. Korygowanie kursu odbywa się na podstawie danych z radaru samolotu-nosiciela i może być przeprowadzone maksymalnie na dystansie pierwszych 100 km.
W ostatniej części lotu pocisk naprowadzany jest radiolokacyjnie półaktywnie lub aktywnie przy pomocy nowego systemu naprowadzania Agat 9B-1388.
Pierwsze testy wystrzelenia nowych pocisków przeprowadzono w 1988 roku, a w kwietniu 1994 roku wykonano zakończony sukcesem test polegający na zestrzeleniu celu powietrznego na dystansie 300 km, co jest obecnie absolutnym rekordem odległości dla tego typu pocisków.
Pocisk jest przenoszony przez samoloty MiG-31 w liczbie 6 sztuk podwieszonych w dwóch rzędach na węzłach podkadłubowych oraz Su-35S w liczbie czterech sztuk. Ze względu na dużą prędkość jest zdolny przechwytywać nawet bardzo szybkie cele, ale jego głównym przeznaczeniem było zwalczanie maszyn wczesnego ostrzegania AWACS z dużych odległości uniemożliwiających skuteczną obronę przez myśliwce przeciwnika.
W 1997 roku prace rozwojowe zostały przerwane ze względu na wycofanie się z projektu strony ukraińskiej.